# بلدية باريس
بلدية باريس  (بالفرنسية: Mairie de Paris) هي الإدارة، وكذلك المنتخبين البلديين والإقليميين لباريس، الذين يعملون في قصر بلدية باريس. أعلى مسؤول في البلدية هو عمدة باريس، وتشغل هذا المنصب الآن آن هيدالغو.

## قائمة العمد
أول عمدة لباريس هو جان سيلفان بايي، الذي انتخب في 15 يوليو 1789. بعد يومين، بايي سلم شارة الألوان الثلاثة للملك في قصر بلدية باريس. بين قانون 1794 وقانون 31 ديسمبر 1975، باريس لم تشهد أي عمدة، ماعدا في حالتين فقط: لمدة 6 أشهر تحت الثورة الفرنسية 1848، ثم لقرب السنة أثناء إعلان الجمهورية الفرنسية الثالثة وذلك لحوالي شهرين بعد كومونة باريس في 1871. يجب انتظار الانتخابات البلدية في 1977، ليستطيع الباريسيون انتخاب عمدة لهم. منذ هذه السنة، شيدت باريس 4 عمد:
- 1977 - 1995: جاك شيراك.
- 1995 - 2001: جان تيباري.
- 2001 - 2014: برترون ديلانوي.
- 2014 - الآن: آن هيدالغو.

## الأجور
الأجور الشهرية في يونيو 2013 هي الأتية:
|                                     | العدد                               | الإجمالي الشهري                     | المجموع        |
| ----------------------------------- | ----------------------------------- | ----------------------------------- | -------------- |
| عمدة باريس                          | 1                                   | 650 8 يورو                          | 650 8 يورو     |
| نواب العمدة                         | 37                                  | 855 4 يورو                          | 635 179 يورو   |
| المستشارين                          | 163                                 | 807 4 يورو                          | 642 783 يورو   |
| عمد دوائر باريس                     | 20                                  | 855 4 يورو                          | 100 97 يورو    |
| نواب عمد دوائر باريس                | -                                   | 159 2 يورو                          | -              |
| المجموع (بدون نواب عمد دوائر باريس) | المجموع (بدون نواب عمد دوائر باريس) | المجموع (بدون نواب عمد دوائر باريس) | 027 069 1 يورو |

## التوأمة والصداقة
لدى باريس اتفاقية توأمة مع مدينة واحدة فقط، وهي روما عاصمة إيطاليا، وذلك وفقاً للشعار (باريس وحدها تستحق روما وروما وحدها تستحق باريس). أما هذه المدن فترتبط مع باريس باتفاقيات صداقة وتعاون:
| - اليابان، كيوتو (1958) - اليابان، طوكيو (1982) - مصر، القاهرة (1985) - الأردن، عمان (1987) - ألمانيا، برلين (1987) - اليمن، صنعاء (1987) - كوريا الجنوبية، سيول (1991) - روسيا، موسكو (1992) - لبنان، بيروت (1993) - إندونيسيا، جاكرتا (1995) - الولايات المتحدة، شيكاغو (1996) - كندا، مدينة كيبك (2003) - الولايات المتحدة، سان فرانسيسكو (1996) - الصين، بكين (1997) - جمهورية التشيك، براغ (1997) - السعودية، الرياض (1997) - روسيا، سانت بطرسبرغ (1997) | - تشيلي، سانتياغو (1997) - جورجيا، تبليسي (1997) - أرمينيا، يريفان (1998) - البرتغال، لشبونة (1998) - بلغاريا، صوفيا (1998) - الكويت، مدينة الكويت (1998) - أستراليا، سيدني (1998) - المكسيك، مدينة مكسيكو (1999) - بولندا، وارسو (1999) - الأرجنتين، بيونس آيرس (1999) - اليونان، أثينا (2000) - إسبانيا، مدريد (2000) - الولايات المتحدة، واشنطن العاصمة (2000) - المملكة المتحدة، لندن (2001) - البرازيل، بورتو أليغري (2001) - سويسرا، جنيف (2002) - الجزائر، الجزائر العاصمة (2003) | - البرازيل، ساو باولو (2004) - المغرب، الرباط (2004) - المغرب، الدار البيضاء (2004) - تونس، تونس العاصمة (2004) - الدنمارك، كوبنهاغن (2005) - كندا، مونتريال (2006) - كمبوديا، بنوم بنه (2007) - البرازيل، ريو دي جانيرو (2009) - فلسطين، أريحا (2009) - تركيا، إسطنبول (2009) - إسرائيل، تل أبيب (2010) - قطر، الدوحة (2010) - فلسطين، رام الله (2011) - السنغال، داكار (2011) - هولندا، أمستردام (2013) |

## مقالات ذات صلة
- عمدة باريس
- قصر بلدية باريس
- قائمة عمد دوائر باريس

## روابط خارجية
- الموقع الرسمي لبلدية باريس.